# Open Bogotá 2025 - Doppio
Il doppio del torneo di tennis professionistico Open Bogotá 2025, facente parte della categoria Challenger 50 nell'ambito dell'ATP Challenger Tour 2025, si è giocato dal 12 al 17 maggio a Bogotá, in Colombia. Tra le coppie partecipanti erano assenti Finn Reynolds e Matías Soto, i detentori del titolo.
In finale Luís Britto e Zdeněk Kolář hanno sconfitto Arklon Huertas Del Pino e Conner Huertas Del Pino con il punteggio di 6–4, 7–6(4).

## Teste di serie
1. Mateus Alves /  Courtney John Lock (semifinale)
2. Boris Arias /  Federico Zeballos (quarti di finale)

1. Luís Britto /  Zdeněk Kolář (campioni)
2. Arklon Huertas del Pino /  Conner Huertas del Pino (finale)

## Wildcard
1. Adrià Soriano Barrera /  Miguel Tobón (semifinale)

1. Samuel Heredia /  Juan Sebastián Osorio (primo turno)

## Ranking protetto
1. Nicolás Álvarez Varona /  Mark Vervoort (primo turno)

## Alternate
1. Breno Braga /  Victor Braga (primo turno)

## Tabellone

### Legenda
| - Q = Qualificato - WC = Wild card - LL = Lucky loser | - ALT = Alternate - SE = Special Exempt - PR = Protected Ranking | - w/o = Walkover - r = Ritirato - d = Squalificato |

|  | Primo turno | Primo turno                           | Primo turno                           | Primo turno | Primo turno |  |  | Quarti di finale | Quarti di finale                      | Quarti di finale                      | Quarti di finale             | Quarti di finale |    |     | Semifinali | Semifinali                            | Semifinali               | Semifinali                                      | Semifinali                                      |   |    | Finale | Finale | Finale | Finale | Finale |  |
|  |             |                                       |                                       |             |             |  |  |                  |                                       |                                       |                              |                  |    |     |            |                                       |                          |                                                 |                                                 |   |    |        |        |        |        |        |  |
|  | 1           | M Alves CJ Lock                       | M Alves CJ Lock                       | 6           | 6           |  |  |                  |                                       |                                       |                              |                  |    |     |            |                                       |                          |                                                 |                                                 |   |    |        |        |        |        |        |  |
|  | WC          | S Heredia JS Osorio                   | S Heredia JS Osorio                   | 1           | 0           |  |  | 1                | M Alves CJ Lock                       | M Alves CJ Lock                       | 6                            | 6                |    |     |            |                                       |                          |                                                 |                                                 |   |    |        |        |        |        |        |  |
|  |             | LJ Rodríguez F Roncadelli             | 64                                    | 6           | [10]        |  |  |                  | LJ Rodríguez F Roncadelli             | LJ Rodríguez F Roncadelli             | 0                            | 3                |    |     |            |                                       |                          |                                                 |                                                 |   |    |        |        |        |        |        |  |
|  |             | JS Gómez JA Rodríguez                 | 7                                     | 4           | [4]         |  |  |                  |                                       |                                       |                              |                  |    |     | 1          | M Alves CJ Lock                       | M Alves CJ Lock          | 2                                               | 4                                               |   |    |        |        |        |        |        |  |
|  | 3           | L Britto Z Kolář                      | L Britto Z Kolář                      | 6           | 6           |  |  |                  |                                       | 3                                     | L Britto Z Kolář             | L Britto Z Kolář | 6  | 6   |            |                                       |                          |                                                 |                                                 |   |    |        |        |        |        |        |  |
|  | Alt         | B Braga V Braga                       | B Braga V Braga                       | 4           | 1           |  |  | 3                | L Britto Z Kolář                      | L Britto Z Kolář                      | L Britto Z Kolář             | w/O              |    |     |            |                                       |                          |                                                 |                                                 |   |    |        |        |        |        |        |  |
|  |             | M Barreiros Reyes P Sakamoto          | 4                                     | 7           | [10]        |  |  |                  | M Barreiros Reyes P Sakamoto          | M Barreiros Reyes P Sakamoto          | M Barreiros Reyes P Sakamoto |                  |    |     |            |                                       |                          |                                                 |                                                 |   |    |        |        |        |        |        |  |
|  |             | I Carou I Monzón                      | 6                                     | 65          | [5]         |  |  |                  |                                       |                                       |                              |                  |    |     | 3          | Luís Britto Zdeněk Kolář              | Luís Britto Zdeněk Kolář | 6                                               | 7                                               |   |    |        |        |        |        |        |  |
|  |             | T McCormick K Pannu                   | T McCormick K Pannu                   | 3           | 1           |  |  |                  |                                       |                                       |                              |                  |    |     |            |                                       | 4                        | Arklon Huertas del Pino Conner Huertas del Pino | Arklon Huertas del Pino Conner Huertas del Pino | 4 | 64 |        |        |        |        |        |  |
|  |             | L Aboian H Casanova                   | L Aboian H Casanova                   | 6           | 6           |  |  |                  | L Aboian H Casanova                   | L Aboian H Casanova                   | 3                            | 1                |    |     |            |                                       |                          |                                                 |                                                 |   |    |        |        |        |        |        |  |
|  | PR          | N Álvarez Varona M Vervoort           | N Álvarez Varona M Vervoort           | 5           | 4           |  |  | 4                | A Huertas del Pino C Huertas del Pino | A Huertas del Pino C Huertas del Pino | 6                            | 6                |    |     |            |                                       |                          |                                                 |                                                 |   |    |        |        |        |        |        |  |
|  | 4           | A Huertas del Pino C Huertas del Pino | A Huertas del Pino C Huertas del Pino | 7           | 6           |  |  |                  |                                       |                                       |                              |                  |    |     | 4          | A Huertas del Pino C Huertas del Pino | 63                       | 7                                               | [10]                                            |   |    |        |        |        |        |        |  |
|  |             | R Olivo B Vilicich                    | R Olivo B Vilicich                    | 1           | 2           |  |  |                  |                                       | WC                                    | A Soriano Barrera M Tobón    | 7                | 64 | [8] |            |                                       |                          |                                                 |                                                 |   |    |        |        |        |        |        |  |
|  | WC          | A Soriano Barrera M Tobón             | A Soriano Barrera M Tobón             | 6           | 6           |  |  | WC               | A Soriano Barrera M Tobón             | A Soriano Barrera M Tobón             | 711                          | 7                |    |     |            |                                       |                          |                                                 |                                                 |   |    |        |        |        |        |        |  |
|  |             | N Mejía A Urrea                       | 7                                     | 3           | [11]        |  |  | 2                | B Arias F Zeballos                    | B Arias F Zeballos                    | 69                           | 63               |    |     |            |                                       |                          |                                                 |                                                 |   |    |        |        |        |        |        |  |
|  | 2           | B Arias F Zeballos                    | 63                                    | 6           | [13]        |  |  |                  |                                       |                                       |                              |                  |    |     |            |                                       |                          |                                                 |                                                 |   |    |        |        |        |        |        |  |